# والتر مكافري
والتر مكافري (بالإنجليزية: Walter McCaffrey)‏ هو سياسي أمريكي، ولد في 28 يناير 1949، وتوفي في 10 يوليو 2013. حزبياً، نشط في الحزب الديمقراطي.